# 金城 (嘉靖進士)
金城（1499年—？），字邦衛，山東濟南府歷城縣人，民籍，明朝政治人物。

## 生平
嘉靖十年（1531年）辛卯科山東鄉試第十一名舉人。嘉靖十七年（1538年）中式戊戌科會試第四十九名，登第三甲第六十五名進士。授行人，二十一年五月选授湖广道試監察御史，十月實授，二十二年巡按宣大，二十六年巡按福建，二十八年升任苏州府知府。

## 家族
曾祖金鼎，南京戶部主事；祖父金章，壽官；父金珮，訓導。母李氏。严侍下。女婿洪一谟，西安知府洪遇子。